# Световой паспорт

Световой паспорт. Отверстия бо́льшего диаметра предназначены для печати сцен с большей оптической плотностью.

Светово́й па́спорт (экспозицио́нный па́спорт) — специальная программная лента, на которой зафиксированы в необходимой последовательности выбранные условия экспозиции для печати каждого монтажного плана кинофильма. Диафрагменный световой паспорт представляет собой непрозрачную картонную перфорированную ленту с отверстиями круглой формы, предназначенными для управления световым потоком кинокопировального аппарата. Чаще всего используется в классической «оптической» технологии кинопроизводства при печати мастер-позитива с исходного негатива для выравнивания плотности и исправления неизбежных ошибок экспонирования.

## Светоустановка
Световой паспорт, впервые появившийся в 1912 году, имеет особое значение в кинокопировальных аппаратах промежуточной и эталонной оптической печати на киностудиях, когда печать производится с оригинального негатива, имеющего неизбежные отклонения от стандартной плотности. Чаще всего, паспорт для таких машин представляет собой ленту из гибкого картона, сходную по ширине и форме перфораций со стандартной 35-мм киноплёнкой. Вместо изображения в паспорте пробиваются отверстия круглой формы, выполняющие в объективе копировального аппарата роль апертурной диафрагмы, регулирующей количество печатающего света и, в конечном итоге, экспозицию, получаемую позитивной плёнкой. От диаметра отверстия в световом паспорте зависит номер света, который подбирается светоустановщиком, пробивающим отверстия на паспортной машине. Такой способ регулировки экспозиции позволяет делать это с высокой точностью и печатать выровненный позитив, независимо от сенситометрических характеристик позитивной плёнки, разброс которых компенсируется общей регулировкой освещенности кадрового окна и подбором «осевого светофильтра» для каждой партии киноплёнки.
Для точной установки света и цветокоррекции оптическая технология кинопроизводства предусматривает подготовку четырёх- и десятикадровых вырезок («сайнексов», англ. Cinex Strip) из негатива каждой отснятой сцены. Фрагменты киноплёнки вырезаются из нерабочих частей сцен или снимаются оператором специально и содержат тестовую нейтрально-серую шкалу. Точная установка света производится при подготовке к печати монтажной фильмокопии, после утверждения смонтированного рабочего позитива, как правило отпечатанного «в одном свету». Номер света определяется пробной печатью вырезки негатива при помощи киносенситометра. При современной цифровой технологии вырезки и печать проб не требуются.
На киностудиях световой паспорт в обязательном порядке прилагается к каждому негативу и заряжается в кинокопировальный аппарат перед печатью с этого негатива. В аппарате паспорт передвигается при помощи паспортного механизма в момент смены сцены, снятой на негативе. Для обозначения смены печатающего света на негативе светоустановщиком делаются специальные боковые просечки («реперы») на границе соседних сцен, которые необходимо отпечатать с разной экспозицией. Просечка служит командой для паспортного механизма, осуществляющего перемещение паспорта в момент закрытия печатающего обтюратора. Из-за опасности повреждения негатива боковыми просечками в некоторых случаях реперы пробиваются на негативе фонограммы, движущемся в аппарате синхронно с негативом изображения, или на синхронном паспорте, движение которого так же согласовано с негативом. Современные технологии вместо реперов в виде просечек предусматривают использование электронных RF-меток или показания электронного счётчика кадров аппарата. По окончании печати всего ролика паспорт обычно останавливает работу кинокопировального аппарата. 
В кинокопировальных аппаратах массовой печати, особенно с непрерывным движением плёнок, экспозиция регулируется изменением напряжения, подаваемого на нить накала печатающей лампы. Ранее в этом случае использовался световой паспорт другого типа, в котором вместо круглых отверстий делались прямоугольные просечки, подающие команду реостату.

## Цветовой паспорт и цветоустановка
Кроме регулировки экспозиции, субтрактивный световой паспорт применяется для печати выровненного по экспозиции и цветопередаче промежуточного позитива в цветном кинематографе. Для этого в процессе цветоустановки подбирается корректирующий цветной светофильтр на гибкой фолиевой подложке, который специальными скрепками крепится в световой паспорт, перекрывая отверстие-диафрагму. Такой способ цветокоррекции называется субтрактивным и предусматривает использование светофильтров жёлтого, пурпурного и голубого цветов или их попарных комбинаций. Процесс подбора корректирующих светофильтров во многом сходен с аналогичным процессом при цветной фотопечати. В результате, при печати каждая сцена фильма экспонируется через свой светофильтр, чтобы получить позитив с выровненной цветопередачей. Паспорт, предназначенный для печати цветных фильмов, называется цветовым паспортом. Кроме субтрактивного метода цветокоррекции существует аддитивный, когда экспонирование позитивной плёнки происходит светом, полученным в результате смешения трёх регулируемых по интенсивности пучков, проходящих через интерференционные светофильтры красного, зелёного и синего цветов. Цветовой паспорт при таком способе коррекции имеет более сложное устройство.  
Печать выровненного промежуточного позитива, с которого печатается дубльнегатив для последующего тиражирования фильма, невозможна без коррекции исходных материалов по экспозиции и цветопередаче, поэтому установка номера света и цветокоррекции для каждой сцены — неотъемлемая часть оптической технологии кинопроизводства.
При массовой печати фильмокопий после приемки фильма на кинокопировальные фабрики поступал выровненный по плотности и цветопередаче дубльнегатив, совмещённый с оптической фонограммой, поэтому в аппаратах массовой печати, как правило с непрерывным движением киноплёнок, световой паспорт не применяется. В настоящее время, с повсеместной заменой плёночных кинотехнологий цифровыми, негатив чаще всего сканируется и переводится в цифровые данные. Коррекция отклонений по экспозиции и цветоустановка происходят в компьютере без использования светового паспорта.